# Liana Liberato
Pour les articles homonymes, voir Liberato.
 (janvier 2012).
Si vous disposez d'ouvrages ou d'articles de référence ou si vous connaissez des sites web de qualité traitant du thème abordé ici, merci de compléter l'article en donnant les références utiles à sa vérifiabilité et en les liant à la section « Notes et références ».
Liana Liberato, née le 20 août 1995 à Galveston (Texas), est une actrice américaine. Elle s'est fait connaître grâce à son rôle dans le film Trust, sorti en 2010. Elle est également reconnue pour ses rôles dans les films The Last Sin Eater (en), Une seconde chance et Chère Eleanor et dans la série télévisée Light as a Feather.

## Carrière
Lorsque Liana Liberato avait trois ans, sa mère l'inscrit à Broadway Bound, un théâtre musical, afin qu'elle n'ait « pas peur devant les gens ». Sept ans plus tard, elle joue dans la série Blanches colombes et vilains messieurs.
Elle joue son premier rôle à la télévision dans un épisode de Cold Case, et peu après dans un épisode de Les Experts : Miami. Elle était aussi dans une publicité pour la chaîne de vêtements Seppälä pendant ce temps[réf. nécessaire]. A sept ans, elle joue le premier rôle dans Galveston: The Musical.
En 2007, Liana Liberato a joué le rôle principal de Cadi Forbes dans le long métrage de Fox, The Last Sin Eater. Elle a joué aux côtés de Louise Fletcher et Henry Thomas, c'est l'histoire d'une fillette de 10 ans qui découvre un secret qui hante sa communauté de Gallo-Américains dans les Appalaches des années 1850.
En 2008, Liana joue le rôle de Jane dans la série Dr House, et aussi apparaît dans la vidéo musicale de 7 Things de la chanteuse Miley Cyrus. Elle apparaît à deux reprises en 2008 et en 2009 dans la série Sons of Anarchy dans le rôle de Tristen Oswald.
En 2010, elle décroche un rôle dans le film Trust. Elle joue le rôle d'Annie Cameron, une fille de 14 ans victime d'un prédateur sexuel. Clive Owen et Catherine Keener jouent ses parents dans le film. Lors du 46e Festival international du film de Chicago, elle gagne un Silver Hugo Award dans la catégorie de la Meilleure actrice.
En 2011, elle joue la fille de Nicolas Cage et Nicole Kidman dans le film Effraction (Trespass).
En 2013, elle interprète le rôle secondaire de Kate dans le film L'Amour malgré tout (Stuck in Love) au côté de Lily Collins et Logan Lerman.
En 2014 elle interprète Kim Schein dans le film Si je reste (If I Stay), meilleure amie de l'héroïne dans l'adaptation du roman de Gayle Forman aux côtés de Chloë Grace Moretz et Jamie Blackley. La même année, elle obtient le rôle principal du film Une seconde chance (The best of me) réalisé par Michael Hoffman, dans l'adaptation du livre éponyme de Nicholas Sparks aux côtés de James Marsden, Michelle Monaghan et Luke Bracey.
Le 4 juin 2018, elle décroche le rôle de McKenna Brady dans la série américaine Light as a Feather, aux côtés de Haley Ramm, Ajiona Alexus, Brianne Tju, Peyton Roi List, Dylan Sprayberry et Jordan Rodrigues, dans les rôles principaux. Créée par R. Lee Fleming, Jr., elle est diffusée depuis le 12 octobre 2018 sur le service de télévision à la demande Hulu.

## Filmographie

### Cinéma
- 2007 : Safe Harbor : Pipa McHenzy
- 2007 : The Last Sin Eater (en) : Cadi Forbes
- 2010 : Trust : Annie Cameron
- 2011 : Effraction (Trespass) : la fille
- 2012 : The Expatriate : Amy Logan
- 2013 : Haunt : Samantha
- 2013 : L'Amour malgré tout (Stuck in Love) : Kate
- 2013 : Free Ride : MJ
- 2013 : Jake Squared : Joanne jeune
- 2014 : Si je reste (If I Stay) : Kim Schein
- 2014 : Une seconde chance (The best of me) : Amanda jeune
- 2016 : Chère Eleanor (Dear Eleanor) : Ellie Potter
- 2017 : Novitiate : Sœur Emily[5]
- 2017 : To the Bone : Kelly[6]
- 2017 : 1 Mile to You : Henny
- 2018 : Measure of a Man : Michelle Marks
- 2018 : Banana Split : Clara
- 2019 : The Beach House : Emily
- 2019 : To the Stars : Maggie Richmond
- 2022 : Creuser pour Survivre : Lola
- 2023 : Scream 6 : Quinn Bailey
- 2023 : Hidden Exposure : Sabina Geshem
- 2023 : Totally Killer : Tiffany Clark

### Télévision
- 2005 : Cold Case : Affaires classées : Charlotte Jones en 1963 (saison 2, épisode 19)
- 2005 : Les Experts : Miami : Amy Manning (saison 3, épisode 21)
- 2005 : The Inside : Dans la tête des tueurs : Dina Presley (saison 1, épisode 10)
- 2008 : Dr House : Jane (saison 4, épisode 10)
- 2008 - 2009 : Sons of Anarchy : Tristen Oswald (2 épisodes)
- 2011 - 2012 : Paradise Drive : Liana (2 épisodes)
- 2018 - 2019 : Light as a Feather : McKenna Brady (26 épisodes)
- 2022 : A Million Little Things : Kai (2 épisodes)
- 2023 : Based on a True Story : Tory Thompson (4 épisodes)
- 2024 : Esprits criminels : Jade Waters (5 épisodes)

## Clips vidéos
- 2008 : 7 Things de Miley Cyrus
- 2011 : Maybe de Nat & Alex Wolff
- 2018 : Stranger Things de Kygo ft. OneRepublic